# Medicina do tráfego
O termo medicina do tráfego ou medicina do trânsito evoluiu para abranger todas as disciplinas, técnicas e métodos destinados a reduzir os danos que os acidentes de trânsito infligem aos seres humanos. Embora a grande maioria dos danos resulte de veículos rodoviários, a medicina do trânsito também inclui lesões de todos os veículos que viajam por terra, mar e ar, e debaixo d'água e no espaço.  Em suma, a medicina do trânsito inclui todas as atividades destinadas a reduzir os danos causados pelos acidentes de trânsito. 
A medicina do trânsito abrange todas as disciplinas, técnicas e métodos desenvolvidos não apenas para reduzir lesões e mortes por acidentes de trânsito, mas também para apoiar a mobilidade segura, incluindo a avaliação da aptidão para dirigir à medida que envelhecemos  e o fornecimento de meios alternativos de transporte quando dirigir não é uma opção opção. O objetivo é oferecer direção segura contínua para pessoas com condições médicas relevantes sempre que possível e apoiar o uso de transporte público e serviços de carona compartilhada. 
Dirigir um veículo motorizado é uma tarefa complexa que requer um nível razoável de aptidão física, percepção precisa e julgamento apropriado. Todos esses fatores podem ser afetados por drogas e álcool, aumentando muito o risco de acidentes. Muitas condições médicas (e seus tratamentos) podem prejudicar a aptidão para dirigir e são consideradas em primeiro lugar. 

## História
O termo medicina do trânsito está em uso há mais de 40 anos. Ele figura com destaque como objeto da Associação Internacional de Medicina de Acidentes e Tráfego (International Association for Accident and Traffic Medicine)  fundada em 1960 em San Remo, Itália. Com a renomeação em 2000 essa associação passou-se a a chamar Associação Internacional de Medicina de Tráfego (International Traffic Medicine Association).  
A medicina de trânsito anterior é o termo medicina automotiva, que recebeu status formal com a formação em 1957 da Associação Americana de Medicina Automotiva (AAAM), renomeada como Associação para o Avanço da Medicina Automotiva em 1987. A medicina automotiva tradicionalmente denotou uma foco em veículos do que medicina de trânsito. A diferença não é mais do que uma ênfase. Ambos os termos evoluíram para incluir todos os fatores relevantes para a segurança no trânsito. 

## Escopo
O cirurgião de trauma tratando a vítima de um acidente, as pessoas que transportam a vítima do local do acidente para tratamento médico, aqueles no sistema que enviam ajuda para o local do acidente estão todos envolvidos na medicina de trânsito. O engenheiro automotivo que trabalha para melhorar a resistência ao choque do veículo, desenvolver cintos de segurança, freios ou luzes melhores está praticando medicina do trânsito; da mesma forma, o engenheiro rodoviário que projeta estradas mais seguras ou o engenheiro de tráfego que desenvolve sistemas de controle de tráfego mais seguros. 
Os que defendem, desenvolver, administrar e fazer cumprir a política de segurança no trânsito estão todos envolvidos na medicina do trânsito. Os pesquisadores que estão descobrindo mais sobre a biomecânica e a epidemiologia dos acidentes de trânsito, os antecedentes e os estados mentais dos motoristas envolvidos em acidentes ou desenvolvendo novos procedimentos cirúrgicos para tratar lesões causadas por acidentes estão todos envolvidos na medicina do trânsito. 
Aqueles envolvidos no treinamento e educação de motoristas ou outros, como pedestres ou passageiros, que participam de sistemas de transporte, também estão envolvidos na medicina do trânsito. Educadores nas áreas descritas anteriormente também estão praticando medicina de trânsito. ou desenvolver novos procedimentos cirúrgicos para tratar lesões causadas por acidentes estão envolvidos na medicina do trânsito. 
Aqueles envolvidos no treinamento e educação de motoristas ou outros, como pedestres ou passageiros, que participam de sistemas de transporte, também estão envolvidos na medicina do trânsito. Educadores nas áreas descritas anteriormente também estão praticando medicina de trânsito. ou desenvolver novos procedimentos cirúrgicos para tratar lesões causadas por acidentes estão envolvidos na medicina do trânsito. Aqueles envolvidos no treinamento e educação de motoristas ou outros, como pedestres ou passageiros, que participam de sistemas de transporte, também estão envolvidos na medicina do trânsito. Educadores nas áreas descritas anteriormente também estão praticando medicina de trânsito. 
O leque de atividades dessa área é enorme e tais atividades tem servido ao escopo de lidar com os enormes danos causados pelos acidentes de trânsito. Apesar dos esforços de tantos profissionais dedicados, as lesões no trânsito constituem um problema mundial de saúde pública de magnitude impressionante. À medida que a motorização continua a crescer, o número de mortes no trânsito, agora cerca de um milhão por ano em todo o mundo, continua a crescer rapidamente. Isso destaca a necessidade urgente de uma medicina de trânsito em expansão e coesa e de uma organização forte para coordenar seus esforços. 